# Fraelepas
De Fraelepas is een 1955 meter hoge bergpas in de Italiaanse provincie Sondrio. De pas verbindt het Valle di Fraele met de vallei van de Spöl.

## Topografie
Op basis van zijn topografie (geringe relatieve hoogte) zou de Fraelepas een belangrijke verkeersfunctie moeten bevatten. De nabije Foscagnopas (2291 m) is een stuk hoger. In westelijke richting moet men tot de Malojapas gaan om een lagere overgang over de hoofdkam van de Alpen te bereiken. In noordoostelijke richting is de Reschenpas (1504 m) wel nog een stuk lager.
Er is echter geen verbinding aan de noordwestelijke zijde van de pas. Het stuwmeer Lago di Livigno vult de valleibodem waardoor een verbinding met de weg naar de Foscagnopas technisch zeer moeilijk is. De huidige weg leidt slechts naar enkele gebouwen van de naburige waterkrachtcentrale. In zuidoostelijke richting ging de weg vroeger via het steile dal van Fraele-beek rechtstreeks naar Bormio, maar de huidige weg gaat via een tweede bergpas langs de "Torri di Fraele" naar Pradelle: de Passo delle Scale (1941 m). De rechtstreekse weg naar Bormio is nu enkel in gebruik als wandelpad.

## Geschiedenis
De Fraelepas is historisch relatief belangrijk geweest voor het regionale intra-alpiene vee- en goederentransport. De smalle kloof van de Spöl ten westen van de berg Munt la Schera vormde wel een belangrijke hindernis. Historisch was er wel een pad langs de Spöl-rivier, beschreven door Carl Ulysses von Salis in 1807. Vandaag gaat de weg naar Livigno door een tunnel onder de berg, de Munt-la-Schera-tunnel, om deze kloof te kunnen passeren. De route via de Fraelepas verloor echter aan belang door de parallelle Ofenpas, die eveneens bij Zernez vertrekt. De Ofenpas is zo'n 200 meter hoger maar is eenvoudiger te bereiken vanuit Zernez.
Pas na de Eerste Wereldoorlog was er terug interesse voor de pas, vanuit militair standpunt en omwille van de mogelijkheden voor waterkrachtcentrales. De huidige weg werd aangelegd in 1926-1927 voor de bouw van de Cancano-dam. De weg werd aangelegd tot over het Fraele-zadel en had de bijzonderheid dat het de enige weg over de hoofdkam van de Alpen was met een bovenleiding voor elektrische vrachtwagens.
Agnello · Aprica · Assietta · Baremone · Brenner · Brocon · Cadibona · Capannelle · Campolongo · Costalunga · Croce Dominii · Cuvignone · Duran · Esischie · Falzarego · Fauniera · Fedaia · Finestre · Forcola di Livigno · Foscagno · Gardena · Gavia · Giau · Giogo di Bala · Grote Sint-Bernhard · Jaufen · Joux · Kleine Sint-Bernhard · Lavaze · Leonessa · Lombarda · Maddalena · Manghen · Maniva · Mendel · Montgenèvre · Mont-Cenis · Monte Cristo · Mortirolo · Nigra · Nivolet · Penser Joch · Platigliolepas · Pfitscherjoch · Plöcken · Pordoi · Pratoriscio · Predil · Presolana · Reschen · Rolle · Sampeyre · San Carlo · San Marco · San Pellegrino · San Zeno · Scale · Sella · Sestriere · Sommeiller · Splügen · Staller Sattel · Staulanza · Stelvio · Tenda · Timmelsjoch · Tonale · Tre Croci · Tremalzo · Umbrail · Val Bighera · Valcavera · Valles · Valparola · Via del Sale · Vivione · Würz